# Conophytum youngii
Conophytum youngii är en isörtsväxtart som beskrevs av Rodgerson. Conophytum youngii ingår i släktet Conophytum, och familjen isörtsväxter. Inga underarter finns listade i Catalogue of Life.